# 梵书
梵书（天城体：ब्राह्मण）是古印度的一种宗教文献。它的名称来自于词根bṛh，“增长，变大”。参考同源词：梵（brahman）、婆罗门（brahmin）、梵天（brahmā）。

## 简介
传统上将梵书视为吠陀圣典的一部分，附在吠陀本集之后（白夜柔吠陀的梵书部分，即散文体的说明部分是夹在本集行文裡的，其“本集”部分则多半是梨俱吠陀裡已有的颂诗）。它们的编写时间大约在前900年至前500年之间，这段时间因此被称为“梵书时代”。最古老的梵书可能与夜柔吠陀中的黑夜柔吠陀编写于同一时期。梵书用梵语写成，在其中发展出梵语文学最早的散文体。在语言学上，梵书是一种重要的研究资料。
在梵书时代，印度盛行祭祀至上主义。祭祀本身成了宗教的最高目的；天神没有什么地位而只是祭祀的对象，通过准确举行祭祀可以支配天神。关于祭祀的具体方法，则被祭司集团（婆罗门）设置得无比复杂。这种现象的本质是夸大祭祀的意义，同时令一般人无法准确举行祭祀，于是婆罗门种姓可以垄断其中的好处（婆罗门的主要生活来源是为他人举行祭祀，从而获取布施）。
梵书就是这样的思想状态下产生的祭祀手册。它们是各派祭司内部进行师徒传授用的，其主要内容包括对吠陀本集的讲解，对祭祀仪式的技术性记录，以及关于这些内容的繁琐讨论。同时，梵书也保存了大量神话和传说故事（如广延天女和洪呼王的故事）。梵书对吠陀颂歌的解释往往是玄妙的和故意曲解的。在祭祀方面，梵书记载了各种祭祀的起源和举行方法，并努力将仪式繁琐化、神秘化，加入许多复杂的甚至是幻想的规定。对一些微小细节都加以严格控制，强调不准确履行仪式就会导致祭祀失败。有些梵书里还提到了人祭，但它们看来只是象征性的。梵书中的许多讨论充满了神秘主义，在现代人看来可能是不可理解或没有价值。
在梵书中，吠陀诸神的地位发生了一些变化。以因陀罗为首的自然神地位下降，出现了创造万物的生主。在史诗和往世书时代，自然神的崇高地位最终被印度教三主神取代。

## 现存的梵书
传统上认为教授吠陀的各个学派都编写了自己的梵书（一个吠陀学派传承的完整文献应该包括四部吠陀本集之一、讲解该本集用的梵书、探讨哲学论题的森林书和奥义书，以及吠陀支。例如鹧鸪氏学派拥有黑夜柔吠陀本集、鹧鸪氏梵书、鹧鸪氏森林书和阿跋斯檀婆随闻经；鹧鸪氏森林书的若干章节又组成鹧鸪氏奥义书和摩诃那罗延奥义书）。每部梵书都与四部吠陀本集中的一部联系起来，并属于某个学派。现存的17部梵书是：
- 附属于梨俱吠陀：
  - 爱达罗氏梵书（或译为他氏梵书）
  - 海螺氏梵书（或译为赏伽衍那梵书，又名憍尸多基梵书）
- 附属于娑摩吠陀：
  - 二十五梵书（又名“大梵书”）
  - 二十六梵书（被认为是二十五梵书的附录）
  - 歌者梵书
  - 耶摩尼梵书（或译为阇弥尼耶梵书，又名多罗婆伽罗梵书）
  - 耶摩尼奥义梵书
  - 本集奥义梵书
  - 世系梵书
  - 娑摩术梵书
  - 提婆达耶也梵书
  - 阿尔塞耶梵书（有两个属于不同学派的版本，另一版本即耶摩尼学派的耶摩尼阿尔塞耶梵书）
- 附属于夜柔吠陀：
  - 百道梵书（唯一一部属于白夜柔吠陀的梵书，有两个属于不同学派的版本）
  - 石氏梵书（仅存残篇）
  - 羯毗私陀罗迦陀梵书（仅存残篇）
  - 慈氏梵书
  - 鹧鸪氏梵书（或译为泰帝利耶梵书）
- 附属于阿闼婆吠陀：
  - 牛道梵书

## 资料来源
- 《梵语文学史》，金克木著，江西教育出版社，ISBN 7539231505/I351·092
- 《奥义书》，黄宝生译，商务印书馆，ISBN 978-7-100-06502-3
- 《印度教与佛教史纲》，查尔斯·埃利奥特著，中文版第一卷，商务印书馆，统一书号：11057·517